# گتیه
گِتیه (به مجاری:  Gétye) یک منطقهٔ مسکونی در مجارستان است که در ناحیه کست‌هی واقع شده‌است.